# Лайян
Лайя́н (кит. упр. 莱阳, пиньинь Láiyáng, буквально: «с янской (южной) стороны от горы Лайшань») — городской уезд городского округа Яньтай провинции Шаньдун.

## История
Ещё при империи Цинь здесь был образован уезд Чанъян (昌阳县).
Когда Ли Цуньсюй основал империю Поздняя Тан, то из-за практики табу на имена, чтобы избежать употребления иероглифа «чан», входившего в имя его деда (чьё китайское имя было Ли Гочан), название уезда было изменено на Лайян (莱阳县).
В 1950 году был образован Специальный район Лайян (莱阳专区), и уезд вошёл в его состав. В 1958 году город Яньтай и Специальный район Лайян были слиты в Специальный район Яньтай (烟台专区). В 1967 году Специальный район Яньтай был переименован в Округ Яньтай (烟台地区).
В ноябре 1983 года округ Яньтай был преобразован в городской округ Яньтай. В 1987 году уезд Лайян был преобразован в городской уезд.

## Административно-территориальное деление
Городской уезд делится на 5 уличных комитетов и 13 посёлков.

## Экономика
В Лайяне развиты сельское хозяйство и пищевая промышленность (в том числе производство растительного масла, приправ и соков).

## Транспорт
Через Лайян проходит автострада Годао 309.